# Manifestation
Als Manifestation (von lateinisch manifestare ‚handgreiflich machen‘) wird das Sichtbarwerden oder Sich-offenbaren von Dingen aller Art bezeichnet, die vorher unsichtbar bzw. gestaltlos oder gar nicht-existent waren.

## Bedeutung
Im Hinduismus wird die körperliche Manifestation des Gottes Vishnu, der die Gestalt eines Menschen oder Tieres annimmt, als Avatar bezeichnet. Im Christentum wird das Wort „Manifestation“ für Wundererscheinungen gebraucht, die Gott zugesprochen werden. Im Bahaitum charakterisiert der Begriff der Manifestation Gottes die großen Propheten und Religionsstifter der Weltgeschichte, da sich in ihnen die Attribute Gottes manifestieren.
In der Medizin steht der Begriff überwiegend für das Sichtbarwerden bestimmter Krankheitssymptome (z. B. Quaddeln bei Nesselsucht).
In der Dialektik steht „Manifestation“ für das Offenbarwerden von kommunikativen wie sprachlichen Zusammenhängen.
In historischen Zeitungen des 19. Jahrhunderts wie beispielsweise dem Deutschen Reichsanzeiger wurde „Manifestation“ wie im Französischen auch im Sinne von Demonstration verwendet.